# Saint-Didier-sur-Arroux
 Saint-Didier-sur-Arroux  es una población y comuna francesa, en la región de Borgoña, departamento de Saona y Loira, en el distrito de Autun y cantón de Saint-Léger-sous-Beuvray.

## Demografía
| 485 | 434 | 353 | 285 | 281 | 273 |
| Para los censos de 1962 a 1999 la población legal corresponde a la población sin duplicidades (Fuente: INSEE [Consultar]) |     |     |     |     |     |